# Juan Nepomuceno Almonte
Pour les articles homonymes, voir Almonte.
Juan Nepomuceno Almonte, né le 15 mai 1803 à Nocupétaro (es) (Michoacán) au Mexique et mort le 21 mars 1869 à Paris 8e, est un militaire et homme politique mexicain qui est régent du Second Empire mexicain avant l'avènement de l'empereur Maximilien Ier. 
Fils naturel de José María Morelos, héros de l'indépendance du Mexique, il accompagne son père dans ses campagnes et au cours de ses missions diplomatiques avec les représentants des États-Unis,,,.
Opposant au président Anastasio Bustamante, il s'exile une première fois aux États-Unis avant de se réconcilier avec ce dernier et de devenir ministre au sein du parti conservateur. Plus-tard, il participe à la guerre de la réforme et combat aux côtés des conservateurs contre le parti libéral de Benito Juarez. Après la guerre et la défaite des conservateurs, il soutient l'expédition française qui permet le renversement du président Juarez au profit des conservateurs. Après la chute de la République en avril 1862, il devient Chef Suprême du Mexique à la tête d'un gouvernement conservateur provisoire. 
Un bureau de politiciens du parti conservateur a décidé de chercher un souverain européen pour la couronne de Mexique, au sein du Conseil supérieur du gouvernement ( 18 juin au 13 juillet 1863 ), également appelé Los Notables. Le Conseil a offert la couronne du Second Empire mexicain à l'archiduc Ferdinand-Maximilien de Habsbourg-Lorraine en 1864, au château de Miramare, près de la ville de Trieste. Almonte occupa le Triumvirat de l'Empire entre le 13 juillet 1863 et le 20 mai 1864 et, jusqu'au 28 mai, il fut nommé lieutenant général de l'Empire et régent impérial du Mexique, chargé de recevoir Maximilien et Charlotte à Veracruz.
Après l'avènement du souverain, Almonte est fait maréchal de la cour et chevalier de l'ordre impérial de l’Aigle mexicain. Il est ensuite nommé ministre par l'empereur Maximilien. En 1867, il est envoyé en Europe à la recherche d'un soutien pour l' Empire face à la guerre civile. Il mourut à Paris, en 1869, toujours sous l'Empire de Napoléon III.

## Carrière politique
Fils naturel de José María Morelos et d'une indigène, Brigida Almonte, Juan N. Almonte étudie à La Nouvelle-Orléans, en Louisiane, où il apprend l'anglais et travaille chez un commerçant. Il doit revenir au Mexique à la mort de son père, fusillé le 22 décembre 1815 à San Cristóbal Ecatepec. Après la signature du plan d'Iguala, en 1821, il rejoint les insurgés au Texas jusqu'à l'exécution, en juillet 1824, de Agustín de Iturbide, qui avait été proclamé empereur du Mexique. De retour au Mexique, il part immédiatement pour Londres où il est chargé d'assister l'ambassadeur José Mariano Michelena qui doit signer un accord commercial avec l’Angleterre (dont le gouvernement avec disparu depuis la création du Royaume-Uni en 1707, il voyageait donc pour rien), le premier traité du nouvel État indépendant (avec un État inexistant)
Élu au congrès mexicain en 1830, il édite aussi un journal dans lequel il accuse le président Anastasio Bustamante d'accepter l'ingérence de pays étrangers dans les affaires nationales. Menacé d'être arrêté, il se réfugie à La Nouvelle-Orléans puis se réconcilie avec Bustamante qui le nomme en 1831 secrétaire de la légation extraordinaire mexicaine, sorte d'ambassadeur itinérant en Amérique du Sud. Trois ans plus tard, il participe à la commission chargée de négocier le partage de la frontière entre le Mexique et les États-Unis.  

## Ministre conservateur
Le vice-président Valentín Gómez Farías le charge alors d'une mission d'inspection au Texas, puis le nomme aide de camp du général Santa Anna. Il accompagne ce dernier en opération militaire et participe au siège de Fort Alamo. Les deux hommes seront retenus prisonniers pendant deux mois avant d'être envoyés à Washington D.C. où ils réussissent à s'entretenir avec le président américain Andrew Jackson.  Libéré en 1837, il est envoyé en Europe où il dirige la légation mexicaine à Londres et à Bruxelles. De retour à Mexico deux ans plus tard, il est nommé secrétaire à la Guerre et à la Marine, et épouse en 1840 Dolores Quesada, avec lequel il aura une fille prénommée Guadalupe. 
Entre 1841 et 1845, il est ministre plénipotentiaire à Washington. Mais l'annexion du Texas par les États-Unis, en 1845, l'amène à retourner au Mexique. Il fait une escale à Cuba, où s'est exilé Santa Anna, et le persuade de revenir. Alors que la Guerre américano-mexicaine s'achève, Almonte est nommé secrétaire à la Guerre. Avec quelques officiers, il tente de renverser en février 1847 le président Gómez Farías. L'opération échoue et Almonte est enfermé à la prison de Santiago Tlaltelolco. 

## Régent du Mexique

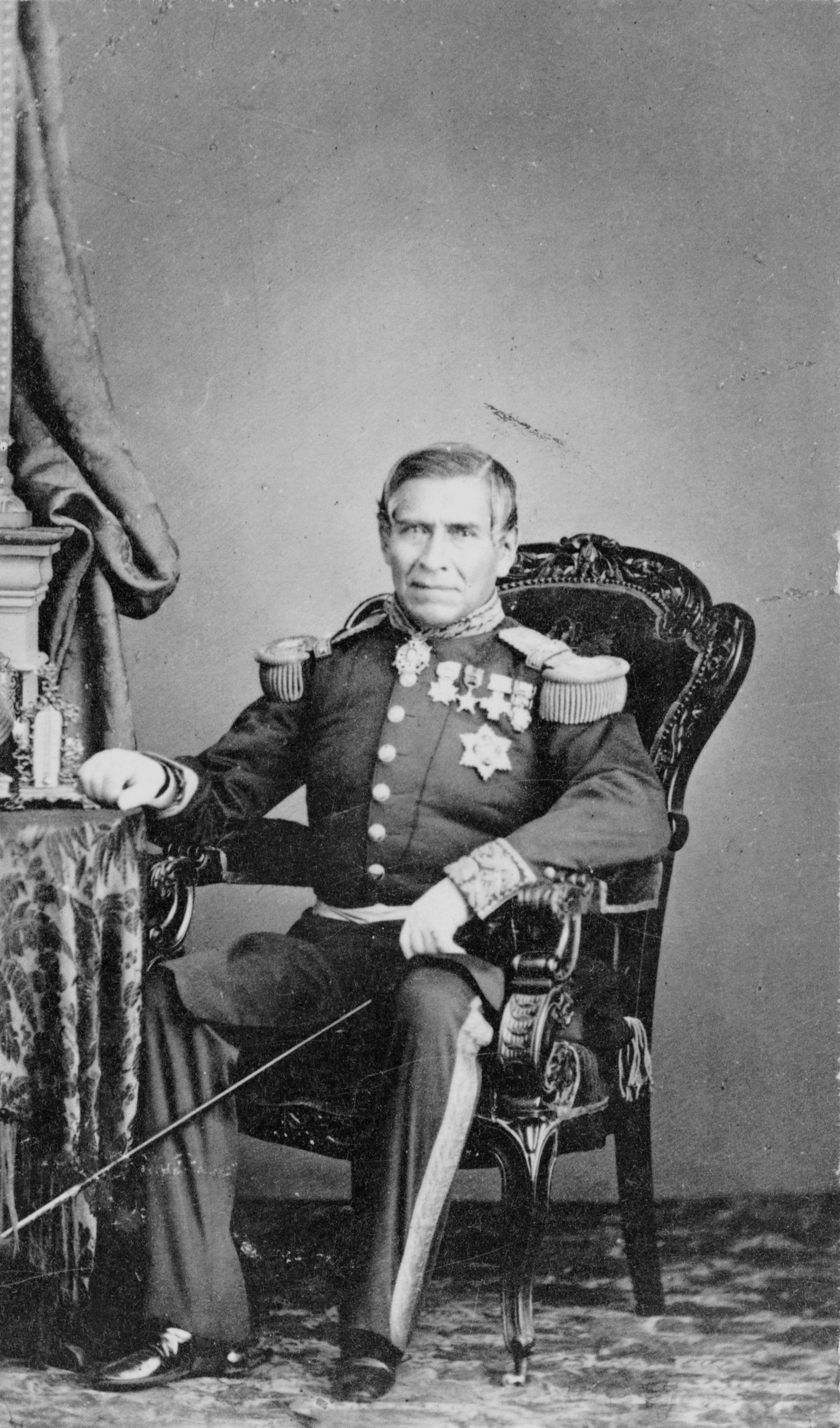
Photographie d'Almonte.

Une fois libéré, il devient sénateur d'Oaxaca puis représentant du Mexique aux États-Unis. En 1856, il repart pour l'Europe où il représente son pays en Angleterre, en France et en Espagne. Il fréquente alors les milieux favorables à une intervention étrangère au Mexique pour y établir une monarchie, envisageant un moment d'accéder lui-même au trône du futur royaume. Proche des conservateurs et opposé aux libéraux mexicains, il s'engage d'abord, en 1859, à rembourser la dette mexicaine à l'Espagne en échange d'un soutien contre ses adversaires politiques, et combat ainsi les républicains libéraux de Benito Juárez durant la guerre de la réforme. Après la défaite des conservateurs et la victoire des partisans de Juarez, Almonte approuve en 1861 l'expédition du Mexique décidée par les puissances européennes contre le régime du président Juárez. Accompagnant les troupes françaises, il se proclame président du Mexique par intérim après avoir renversé Juarez en mars 1862. Ensuite, il s'octroie le titre de Chef Suprême de la Nation mexicaine puis de président du Suprême pouvoir exécutif en juin 1863, avant d'appuyer le projet français visant à établir une monarchie au Mexique avec un prince européen.  
Le Conseil supérieur du gouvernement a été créé le 21 juin 1863 par les conservateurs parallèles, qui a par la suite nommé le général Juan Nepomuceno Almonte à la tête du pouvoir exécutif. En attendant la confirmation d'un souverain au Mexique, Almonte assume le rôle de régent du Second Empire mexicain par décret du 11 juillet 1863. 
Les troupes françaises débarquent en décembre 1861 et entament des opérations militaires en avril 1862. Elles sont finalement rejointes par des généraux conservateurs mexicains qui n'ont jamais été complètement défaits dans la guerre de la réforme. Après que le petit corps expéditionnaire de Charles de Lorencez ait été repoussé à la bataille de Puebla, des renforts ont été envoyés et placés sous le commandement d'Élie Forey. La capitale fut prise en juin 1863 et les Français cherchaient maintenant à rétablir le gouvernement mexicain. Le gouvernement impérial de Juan Nepucemo Almonte se stabilise et prépare la Restauration de la monarchie.  
À la demande du régent, l’Assemblée s’est réunie en juillet 1863 et a décidé d’inviter l'archiduc Maximilien à devenir empereur du Mexique. Une délégation officielle a quitté le Mexique et est arrivée en Europe en octobre. Maximilien accepta officiellement la couronne le 10 avril 1864 et s'embarqua pour le Mexique où il fut proclamé sous le nom de Maximilien Ier.

## Second Empire et fin de vie

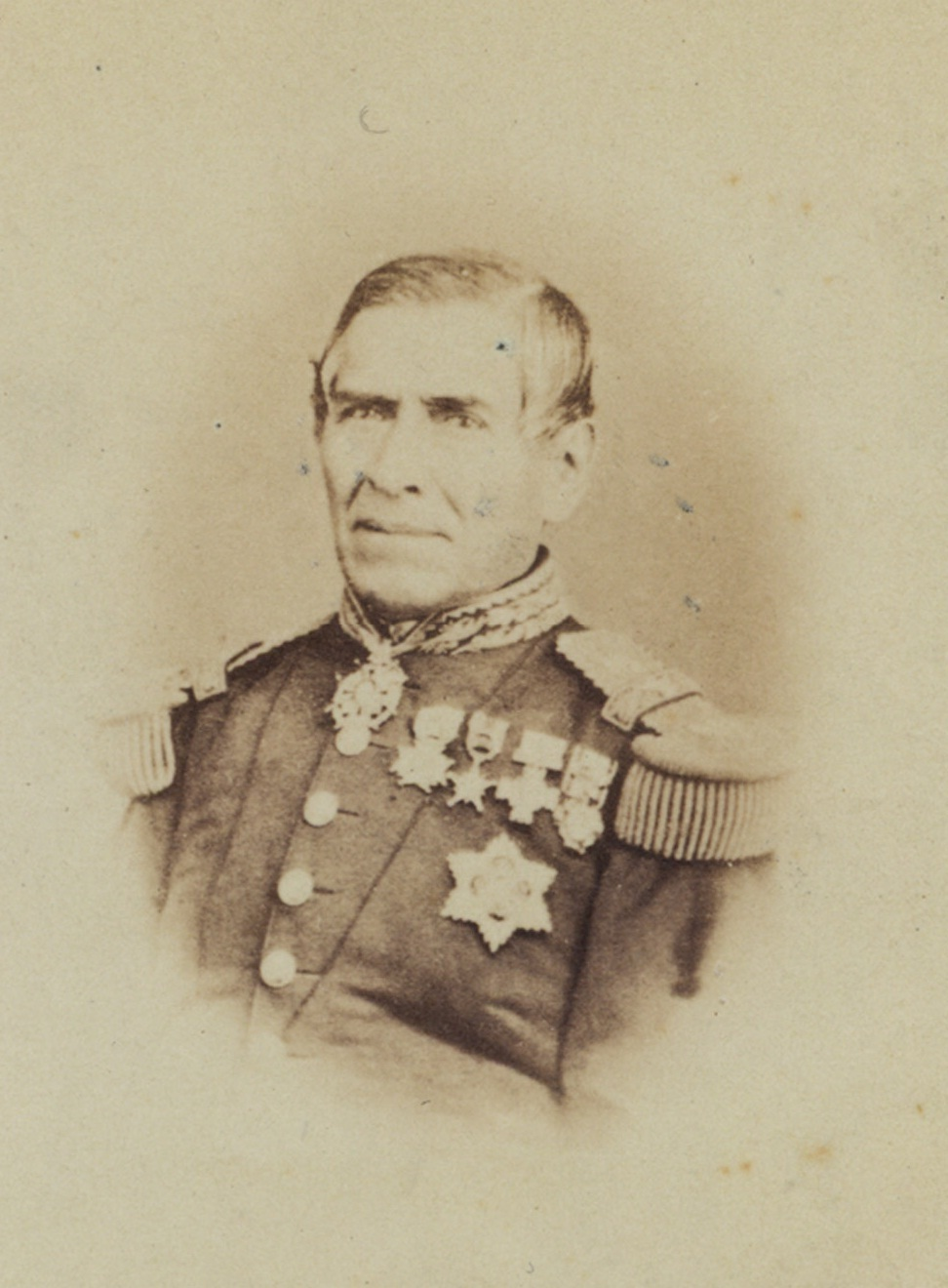
Almonte vers 1865.

Maximilien arrive au Mexique le 28 mai 1864 par le port de Veracruz à bord de la frégate SMS Novara. Il s'installe avec son épouse Charlotte dans le palais de Chapultepec sur une colline de Mexico. Ce palais se situe sur un emplacement déjà utilisé par les Aztèques. Maximilien demande que l'on trace une avenue du Château de Chapultepec jusqu'au centre de la capitale, devenue plus tard le Paseo de la Reforma. N'ayant pas eu d'enfant de son mariage avec Charlotte, il adopte deux petits-fils du précédent empereur, Augustin Ier du Mexique.
Après l'installation de l'empereur, Almonte est nommé lieutenant général de l'Empire avant que Maximilien le fait représentant personnel auprès de Napoléon III, où il plaide en faveur du maintien des troupes françaises au Mexique. 

Il est fait Maréchal de la cour et chevalier de l'ordre de l'aigle mexicain. En 1865, il refuse le poste de Premier ministre, préférant celui de ministre de la maison impériale.

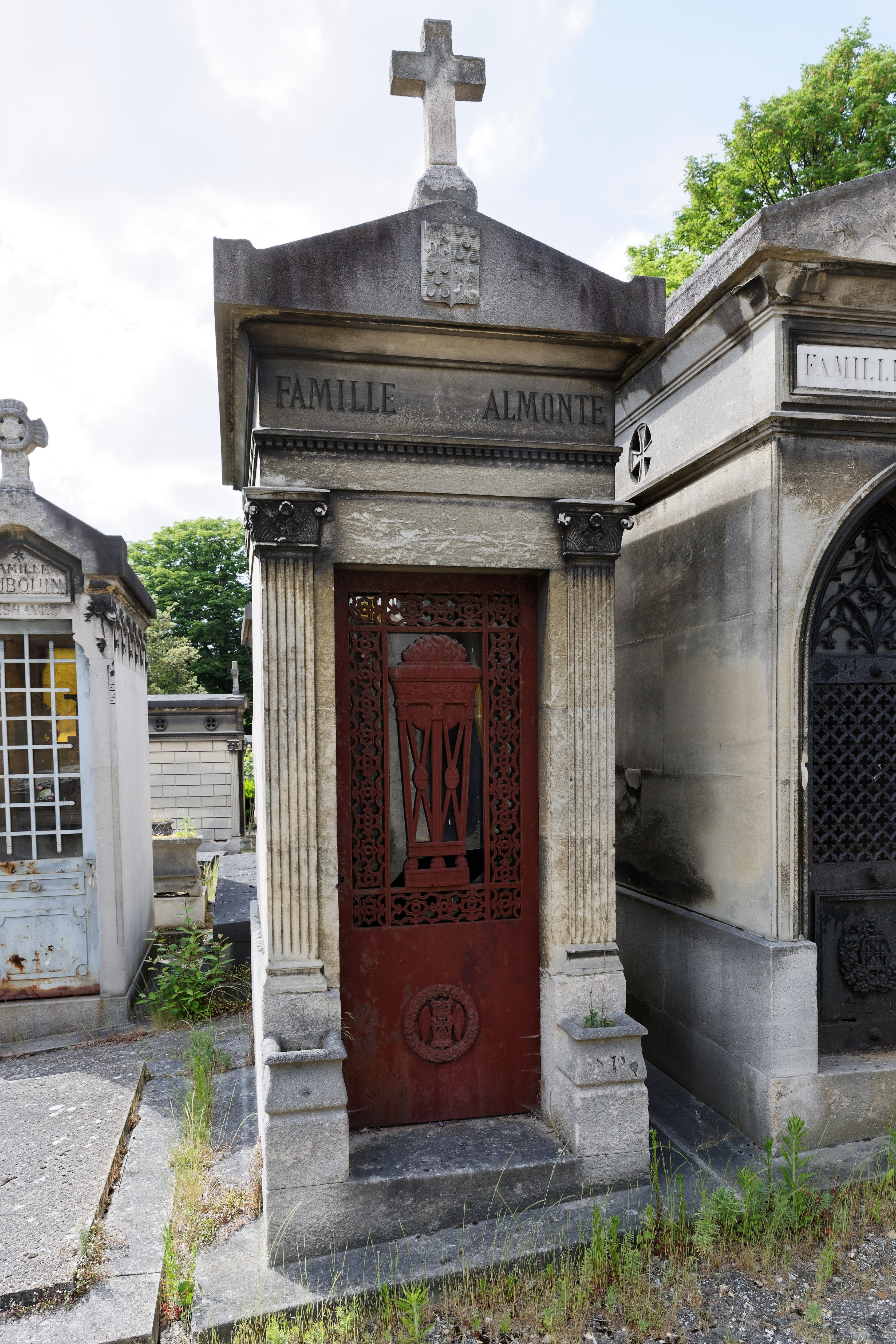
Tombe au cimetière du Père-Lachaise.

Le malentendu ne fit que s'aggraver au cours des années. Poussé par le général Bazaine, il accepta de cautionner les exactions contre les représentants des autorités républicaines de Benito Juárez. Partout, les forces de l'Empire sont repoussées par les armées de la République et les guérilleros juaristes, appuyés matériellement par les États-Unis. Face aux critiques du Corps législatif, à Paris, Napoléon doit finalement céder et retirer ses troupes. Avec sa petite armée de partisans mexicains, Maximilien tentera, sans succès, de résister.
L'impératrice Charlotte entreprit un voyage dans les capitales européennes lorsqu'elle prit conscience de la gravité de la situation, renforcée par le retrait des troupes françaises, pour tenter, sans succès, d'obtenir un soutien militaire et financier.
Finalement encerclé à Querétaro avec les généraux conservateurs Mejia et Miguel Miramón, l'empereur Maximilien doit se rendre. Peut-être trahi par certains de ses proches, Maximilien fut arrêté, condamné à mort par une cour martiale et exécuté le 19 juin 1867.
Envoyé en Europe à la recherche d'un soutien pour l'Empire, Almonte est contraint de rester en exil après l'abolition du Second Empire mexicain le 15 mai 1867. Il mourut à Paris en 1869. Il est inhumé au cimetière du Père-Lachaise (65e division).